# 小言幸兵衛
『小言幸兵衛』（こごとこうべえ）は古典落語の演目の一つ。
原話は、正徳2年(1712年)に出版された笑話本・「新話笑眉」の一遍である『こまったあいさつ』。元々は、『借家借り』という上方落語の演目。
主な演者に6代目三遊亭圓生や9代目桂文治、10代目柳家小三治などがある。

## あらすじ
麻布古川の家主で幸兵衛はのべつまくなしに長屋を回って小言を言っているので「小言幸兵衛」と呼ばれている。部屋を借りたいと訪れた豆腐屋や仕立屋は低姿勢で人柄も良さそうだが、幸兵衛はあれこれ文句を言うので二人とも腹を立てて帰ってしまう。
ところが三人目はやけに居丈高で威勢がいい。さすがの幸兵衛も気圧されながら職業を問うと男は「鉄砲鍛冶だ」と答える。大家が「なるほど、道理でポンポン言い通しだ」。

## バリエーション
この噺の別題は『搗屋(つきや)幸兵衛』といい、本来は豆腐屋の前に、搗米(つきごめ)屋が長屋を借りにきて説教される件が入っていた。
ただし、現在ではこの前半は別話として切り離して演じられるのが普通である。

### 内容
「仏壇の先妻の位牌が毎日後ろ向きになっているので、後妻が、亡霊に祟られているのではないかと気にして病気になり、死んじまったんだ」
あとでその原因が、隣家の搗米屋が夜明けにドンドンと米をつくためだと判明。精白されていない米を、力を込めて杵で搗きつぶすので、振動が伝わって位牌が裏向きになったというわけ。
「同業のてめえも仇の片割れだ。覚悟しゃあがれ！」
幸兵衛に因果話で脅かされて、搗米屋はほうほうの体で逃げ出す。

## 江戸の家主
家主の立場は、普通は地主に雇われた「管理人」に過ぎないが、実際には町役を兼ねており、住人生活の取り扱いについて絶大な権限を持っていた。
一方で店子が不始末を起こした場合、家主は連帯責任を負わされた。これは犯罪はもとより、業務上過失の場合でも同様だった。8代将軍・徳川吉宗の「享保の改革」に伴い編纂された法典「公事方御定書」によれば、大八車で人をはねて死亡させた場合、車力は死罪、その荷主は重い過料（罰金）、家主も過料と定められていた。そのため、「もしも」の場合を案じて店子の選択に注意を払うのは当然のことであった（幸兵衛の猜疑心はもはや常軌を逸しているが）。
また、商売の競争相手同士のトラブルなどを避けるために町内の職業分布にも気を配る必要があり、相応にストレスがたまる立場ではあったようである。

## 派生
星新一のショートショートに「いいわけ幸兵衛」という作品がある（『マイ国家』収録）。自分の遅刻や仕事上のミスに対する言い訳が上手すぎる男がおり、上司も説教をするつもりがいつの間にか彼に言いくるめられてしまう。いつしか男は「重大事でも動じない立派な人物」として社長の座に就いてしまうが、言い訳する相手がいないので逆に困ってしまう。そこへ債権者達が現れて……という話。
本編には、その言い訳っぷりを見た同僚が「あいつは“小言幸兵衛”の子孫じゃないかな」という台詞も登場しており、アイデア元として本作があるのは明らかである。
ニッポン放送のアナウンサー吉田尚記が、十三代目冷奴の名前で現代風にアレンジした「Twitter幸兵衛」なる噺がある。
また、本作の主人公の描写から転じて、「口やかましい人」の意味で「小言幸兵衛」が用いられる。